# Popis rusizama u hrvatskom jeziku
Popis posuđenica i usvojenica koje potječu iz ruskog jezika.

## Slovo A
- agitacija
- agitka (rus. агитка) – pismeni sastavak, spis, pjesma, članak, kojemu je cilj agitacija
- agitprop
- altin (rus. алтын, od tur. altyn – zlato) – novac u turskoj carevini; srebrni i bakreni novac u Carskoj Rusiji; (kao pridjev) zlatom ukrašen, divan, krasan
- aparatčik
- artelj (rus. артель)
- astrahan (po gradu Astrahanu, rus. Астрахань) – janjeće krzno sjajnocrne i kovrčaste dlake
- ataman (rus. атаман, od njem. Hauptmann – kapetan) – kozački vojni poglavica
- avijetka (rus. авиетка) – vrsta ruskih lakih aviona jednosjeda ili dvosjeda

## Slovo B
- baba Jaga – babaroga, zla vještica
- babuška – ruska igračka, trokutasta marama, reg. šišarka; vrsta slatkovodne ribe
- bajan (rus. баян) – staro žičano rusko glazbalo, u novije vrijeme tip velike harmonike
- bajdak (rus. байдак) – brod s naročito velikom krmom (najčešće na Bugu, Dnjepru i Dnjestru)
- bajdara (rus. байдара) – mali sibirski čamac (kostur je napravljen od riblje kosti ili sl. materijala i presvučen kožama)
- balalajka (rus. балалайка)
- bandura (rus. бандура) – ukrajinsko žičano glazbalo slično balalajki i lutnji
- barin (rus. барин) – milostivi gospodin (u predrevolucionarnoj Rusiji)
- barinja (rus. бариня) – (milostiva) gospođa
- barišnja (rus. баришня) – (milostiva) gospođica
- batjuška, baćuška (rus. батюшка) – "prijatelj", "dragi moj" (pri oslovljavanju i obraćanju među Rusima); Rus
- baza (rus. база) – materijalna, ekonomska osnova društva na koju se prema marksističkoj interpretaciji opire tzv. nadgradnja (međudruštveni odnosi, ideologija, kultura itd.)
- besprizorni, besprizornik (rus. беспризорный) – osirotjelo, zapušteno i nenadzirano dijete
- beščislen (rus. бесчисленный) – bezbrojan, nebrojen
- bezopasan (rus. безопасный)
- bilina (rus. былина) – ruska epska narodna pjesma
- bjegati (rus. бегать) – bježati, napuštati neko mjesto bježanjem
- bjelobiljetnik (rus. белобилетник) – čovjek nesposoban za vojnu službu (u predrevolucionarnoj Rusiji)
- bjelogardijac (rus. белогвардеец)
- blagodariti (rus. благодарить) – zahvaljivati
- blagorodan (rus. благородный) – plemenit
- blagorođe (rus. благородие) – (vaša) visost (u odnosu na osobe iz plemićkog staleža u carskoj Rusiji)
- blini (rus. блины, od jid. blintse) – palačinke sa sirom priređene na ruski način
- bodar (rus. бодрый) – krepak; čio
- bogatir (rus. богатырь, od mong. bogatire) – junak
- boljar/bojar (rus. боярин) – feudalni zemljoposjednik u Rusiji i nekim dijelovima Rumunjske
- boljševik (rus. большевик)
- boršč (rus. борщ)
- borzoj/barzoj (rus. борзой) – ruski hrt, gonič u lovu na vukove
- bosjak (rus. босяк) – golać, beskućnik, prosjak, siromah
- buđonovka (rus. будёновка) – ruska vojnička kapa slična šljemu kakve su nosili vojnici vojskovođe Buđonija
- bukvalan (rus. буквальный) – doslovan
- bukvar (rus. букварь) – početnica za osnovno čitanje
- bukvojed (rus. буквоед) – cjepidlaka, glupan, pedant, čovjek koji formalno shvaća tekst, a ne gleda dublje na njegov sadržaj
- bumaška (rus. бумашка) – papirić; dokument, isprava; novčanica
- buran (rus. буран) – sjeverni i sjeveroistočni vjetar u sjevernom dijelu Rusije; snježna mećava
- burevjesnik (rus. буревестник) – albatros; simbol težnje za postizanjem revolucionarnog cilja (u istoimenoj pjesmi Maksima Gorkog)
- burka (rus. бурка) – ogrtač od valjane vune i kozje kostrijeti (uobičajen na Kavkazu)
- burlak (rus. бурлак) – lađar; seljak pečalbar, nekadašnji radnik na Volgi koji je na konopcu vukao lađe uz vodu
- buržoazija (rus. буржуазия)

## Slovo C
- carevna (rus. царевна) – careva kći; princeza
- centar (rus. центр) – najviša državna ili društvena politička ustanova
- CK (centralni komitet) (rus. центральный комитет)

## Slovo Č
- častuška (rus. частушка) – narodna pjesma vedroga karaktera (obično četiri stiha), poskočica
- čekist (rus. чекист)
- Čeka (skr. od rus. Чрезвычайная комиссия)
- čerkeska (rus. черкеска) – dug sukneni muški kaput Kavkazaca
- černobilski (prema katastrofi u Černobilu, rus. чернобыльский) – katastrofalan, s teškim posljedicama
- černozem (rus. чернозём)
- červonci (rus. червонцы) – zlatnih deset rubalja (u Carskoj Rusiji); novčanica SSSR-a sa zlatnom podlogom
- čičikovština (prema Čičikovu iz Gogoljevih Mrtvih duša, rus. Чичиков) – osoba koja se u ostvarenju svojih zamisli služi krajnje beskrupuloznim postupcima
- činovnik (rus. чиновник) – službenik
- čistka

## Slovo D
- dača (rus. дача)
- dejstvo (rus. действо) – djelatnost, djelovanje, funkcija, efekt; moć, snaga
- dekabrist (rus. декабрист)
- delegat (rus. делегат) – član delegacije, zastupnik; predstavnik nekog kolektiva ili države
- denjgi/djenjgi (rus. деньги) – novac
- desjatina/desetina (rus. десятина) – ruska mjera za površinu (2400 četvornih hvati ili 1,025 ha)
- diktatura (rus. диктатура)
- djadja (rus. дядя) – oblik u obraćanju starijim muškim osobama u značenju stric, ujak
- djeduška (rus. дедушка) – djedica, starčić
- doslovan (rus. дословный) – od riječi do riječi
- dostatan (rus. достаточный) – dovoljan
- droška (rus. дрожки) – niska kočija s dva ili tri sjedala; najamna kočija, fijaker
- duma (rus. дума)
- durak (rus. дурак) – jednostavna kartaška igra, Crni Petar
- dušegupka (rus. душегубка) – prostorija gdje se vrši ubijanje; tajno gubilište

## Slovo E
- esaul (rus. есаул, od turkm. jasaul) – časnički čin u predrevolucionarnim ruskim kozačkim formacijama koji je odgovarao činu kapetana
- eseri (rus. эсеры, prema kratici SR – socijalni revolucionari) – pripadnik stranke socijalnih revolucionara u Rusiji (1902. – 1922.); stranku karakteriziraju terorističke metode i zalaganje za umjerene socijalističke reforme; protivnici boljševika

## Slovo F
- fiskultura (rus. физкультура, skr. od физическая культура) – pokret općeg uzdizanja sportskih sklonosti (1945.); vježbe; tjelesni odgoj u školi
- fiskulturnik (rus. физкультурник) – onaj koji se bavi fiskulturom
- furaška (rus. фуражка) – tip vojničke kape

## Slovo G
- gensek (rus. генсек, skr. od генеральный секретарь) – glavni tajnik
- gimnastjorka (rus. гимнастёрка) – vojnička košulja
- glasnost
- golovomojka (rus. головомойка, skr. od голова – glava i мою – perem) – "pranje glave", tj. oštro korenje
- gosudar (rus. государь) – titula ruskog cara; gospodar
- gramota (rus. грамота) – znanje čitanja i pisanja, pismenost; isprava, potvrda, dokument
- grivenik (rus. гривенник) – ruski sitan novac od deset kopejki
- gulag

## Slovo H
- hajdamak/gajdamak (rus. гайдамак) – ukrajinski ustanik protiv poljskoga plemstva u 18. stoljeću; pripadnik ukrajinskih kontrarevolucionarnih odreda 1917. – 1919.
- hazjajin, hozjajin (rus. хозяин) – gazda; domaćin
- hudožestvo (rus. художество) – umjetnost
- hutor (rus. хутор) – farma, salaš

## Slovo I
- iljušin (rus. ильюшин) – tip sovjetskih aviona (prema konstruktoru Sergeju Iljušinu)
- imperijal (rus. империал) – ruski zlatnik
- iskren (rus. искренний)
- iziskivati (rus. изыскивать) – tražiti, zahtijevati
- izvijestiti (rus. известить)
- izviniti se / izvinjavati se (rus. извиниться / извиняться) – ispričati se
- izvoščik (rus. извозчик) – kočijaš kočije koja se unajmljuje
- Izvršiti plan! (rus. выполнить план) – Izvrši plan!, Treba izvršiti plan!
- izvjestan (rus. известный) – određen
- izvješće (rus. известие) – izvještaj
- izuzetak (rus. изъятие) – iznimka

## Slovo J
- jantar (rus. янтарь)
- jarovizacija (rus. яровизация) – agrotehnička priprema sjemena poljoprivrednog bilja prije sjetve (vlaženjem, mijenjanjem temperature i sl.)
- javka (rus. явка) – lozinka, parola, znak raspoznavanja (unaprijed dogovoren) na straži, kod ilegalaca; osoba koja povezuje ilegalce (uz dogovorene znake raspoznavanja)
- javljenije (rus. явление) – pojava, scena prizor (u starijoj dramskoj književnosti)
- jedinoličnik (rus. единоличник) – inokosan gospodar; seljak koji sam obrađuje svoj polje, a nije član kolhoza
- jeralaš (rus. ералаш) – igra karata slična vistu i preferansu
- jestastvo (rus. естетство) – priroda; sve stvari i pojave koje se tiču prirode
- junoša (rus. юноша) – mladić
- jurodivi (rus. юродивый) – tzv. sveta budala, "božji čovjek" na kojem se tobože vršila "volja božja"; česti tip u starijoj ruskoj književnosti
- jurta (rus. юрта, od tur., tat. i mong. yurt) – kožni šator azijskih nomada; drvena koliba, brvnara sibirskih naroda; obitelj, rod, selo, naselje

## Slovo K
- kaćuša, katjuša (rus. катюша)
- kadeti (rus. кадеты) – pripadnici buržoaske konstitucionalno-demokratske stranke (prema skr. K.d. – kadeti)
- kadrovik (rus. кадровик) – aktivni časnik ili vojnik; namještenik koji vodi brigu o radničkom kadru
- kaftan (rus. кафтан)
- kalašnjikov (rus. skr. od автомат Калашникова)
- kamarinskaja (rus. камаринская) – narodni ples u dvo- i tročetvrtinskom taktu i pjesma uz taj ples
- karakul (rus. каракул, prema gradu Karakulu) – vrsta crne ovce sa skupocjenim krznom
- katorga (rus. каторга, od grč. kátergon – djelo, posao) – robija, prisilni rad
- kazačok
- kazak (rus. казак) – duga ženska bluza
- kefir (rus. кефир)
- kerenka (rus. керенка) – novčanice od 20 do 40 rubalja, izdane za vlade premijera A. Kerenskog
- kerenština (rus. керенщина) – metode državne uprave privremene vlade Kerenskog
- kibitka (rus. кибитка) – ruska laka putnička kola ili saonice, obično s natkrovljem; vrsta mongolskog šatora
- kiselj (rus. кисель) – napitak od krumpirova brašna prelivenog voćnim sokom
- kitajka (rus. китайка) – vrsta tkanine, nankin
- kizjak (rus. кизяк) – gorivo od sušene goveđe balege
- knut (rus. кнут) – kožni bič s olovnim kuglicama ili bodljama na kraju koji se koristio za kažnjavanje (u carskoj Rusiji); strog režim, vladavina nasilja
- kolhoz
- koljuška (rus. колюшка, prema umanjenici od imena Николай – Коля, Колюшка) – gregorac, vrsta riječne ribe iz porodice Gasterosteidae
- kombjed (rus. комбед, skr. od комитет бедноты) – tzv. odbori sirotinje stvoreni 1918. radi pravilne podjele zemlje seljacima, opskrbe vojske i radničkih središta hranom
- komitet (rus. комитет) – odbor
- Komsomol (rus. комсомол) – komunistička omladinska organizacija u Sovjetskom Savezu
- komsomolac (rus. комсомолец)
- komsomolka (rus. комсомолка)
- kopejka, kopjejka
- kornilovština (rus. корниловщина) – kontrarevolucionarni pokret 1917. na čelu s generalom Kornilovim
- korsak (rus. корсак)
- kosmonaut/kozmonaut (rus. козмонавт) – astronaut
- Kozaci (rus. Казаки)
- kozački (rus. козацкий) – koji se odnosi na kozake i kozaštvo
- kozmodrom (rus. козмодром) – uzletište za rakete
- kozmonaut (rus. космонавт) – astronaut
- kremlj / Kremlj (rus. кремль) – tvrđava
- kroz (rus. через) – prijedlog koji označuje vrijeme u kojem se vrši radnja, npr. kroz dva sata, tri mjeseca, tj. za dva sata, za tri mjeseca
- kružok (rus. кружок) – oblik rada u kojem grupa ljudi proučava ideološko-političku literaturu; krug ljudi povezanih određenom djelatnošću
- kubanka (rus. кубанка, po rijeci Kubanu) – vrsta kape
- kulak (rus. кулак – šaka) – bogat, ali škrt seljak, gazda, protivnik socijalizma
- kumis (rus. кумыс) – kobilje kiselo mlijeko
- kurčatovij (rus. курчатовий, po fizičaru I. Kurčatovu, rus. Курчатов) – kemijski element
- kurs (rus. курс)
- kvas (rus. квас) – kiselo piće od raženog i ječmenog slada, brašna, šećera i kvasca

## Slova L i LJ
- lajka (rus. лайка) – rasa sibirskih lovačkih pasa; Lajka
- lenta (rus. лента) – široka svilena traka preko ramena na kojoj se nose visoki ordeni
- lenjinizam (rus. ленинизм; lenjinist [rus. ленинист])
- los (rus. лос)
- losos (rus. лосос)
- lunohod (rus. луноход) – automatsko vozilo na osam kotača za istraživanje Mjesečeve površine
- Lunjik (rus. луник, od луна – mjesec) – imena sovjetskih umjetnih satelita
- ljubezan (rus. любезный) – ljubazan

## Slovo M
- mahorka (rus. махорка) – krdža, kržak; vrlo prost domaći duhan
- mamut (rus. мамонт) – izumrla vrsta golemih slonova; nešto golemo (preuzeto iz jakutskog jezika)
- masovik (rus. массовик) – dobar organizator, čovjek koji umije djelovati na narodne mase
- masovka (rus. массовка) – film. velika masovna scena, s velikim brojem statista
- masštab (rus. масштаб) – mjerilo, razmjer (August Cesarec)
- matuška (rus. матушка) – mamica, majčica, snaša (pri oslovljavanju)
- matrjoška (rus. матрёшка)
- mazut (rus. мазут) – ostaci od nafte koji se dobivaju pri destilaciji nafte; pakura
- mendelevij (rus. менделевий)
- menjševik (rus. меньшевик) – pripadnik manjine ruske socijaldemokratske stranke koja je zastupala njihovo desno krilo protiv boljševika
- mir (rus. мир) – svijet; ruska seljačka zemljišna zajednica
- mirovan (rus. мировой) – svjetski
- mirski (rus. мирской) – svjetski, svjetovni
- mogila (rus. могила) – grob, jama, humak, gomila
- Molotovljev koktel (rus. коктейль Молотова)
- morž (rus. морж)
- Moskva (rus. Москва) – glavni grad Rusije; cijela država/Rusija/Sovjetski Savez; državna vlast
- Moskov (prema nazivu grada Moskve, rus. Москва) – starinski naziv za Rusa
- moskòviti (prema nazivu grada Moskve, rus. Москва) – rusificirati
- moskvič (prema stanovniku grada Moskve, rus. москвич) – tip sovjetskog automobila
- mužik (rus. мужик) – seljak

## Slova N, Nj
- načitan (rus. начитанный)
- nadmenost (rus. надменость)
- nagajka (rus. нагайка) – višestruki bič s olovnim kuglicama na kraju; knut
- nagrada (rus. награда)
- narkomat (skr. rus. Народный комиссариат, Нарком) – Narodni komesarijat
- narkom (skr. rus. народный комиссар, нарком) – narodni komesar
- narodnik (rus. народник) – pristaša pokreta ruskih intelektualaca u 19. stoljeću za ostvarenje boljega društvenog poretka
- nasmješljiv (rus. насмешливый) – podrugljiv
- nastupati (rus. наступать) – počinjati
- naturščik (rus. натурщик) – živi model, maneken; neprofesionalni glumac
- navodnjavanje (rus. наводнение) – natapanje
- nepman (skr. rus. нэпман) – privatni trgovci za vrijeme NEP-a (skr. rus. Новая экономическая политика – Nova ekonomska politika)
- nedostupnost (rus. недоступность) – nepristupačnost
- neizbježan, neizbježiv (rus. неизбежный) – neminovan
- neophodan (rus. необходимый) – prijeko potreban, bez kojeg se ne može; nužan
- neprikosnoven (rus. неприкосновенный)
- nervčik (rus. нервчик) – nervozan čovjek
- nevježa (rus. невежа) – nespretnjaković
- njanja (rus. няня) – dadilja
- njičevo (ili ničevo, rus. ничего) – ništa, ništavilo
- njet (rus. нет) – ne, nije

## Slovo O
- obezbjeđivati (rus. обезбедить) – osigurati
- objasniti (rus. объяснить)
- oblast (rus. область) – područje
- oblomovština (rus. обломовщина, prema plemiću Oblomovu iz istoimenog romana I. Gončarova) – lijenost, parazitizam; život bez cilja; učmalost, neodlučnost
- obmanuti (rus. обмануть)
- odvažan (rus. отважный)
- oformiti (rus. оформить) – oblikovati, stvoriti, uobličiti
- ohrana (od rus. охрана – obrana, čuvanje, straža) – ruska carska tajna policija koja se borila protiv naprednih društvenih snaga
- oktobristi (rus. октябристы) – pripadnici stranke Savez 17. oktobra, čiji su članovi (predstavnici veleposjednika, trgovaca, industrijalaca, itd.) pomagali carizmu da uguši revoluciju (1905.)
- opasan (rus. опасный)
- opit (rus. опыт) – pokus (laboratorijski)
- opredijeliti (rus. определить)
- opričnik (rus. опричник) – plemić u tjelesnoj gardi Ivana Groznog
- optužen, osuđen za krađu, za dugove (rus. за кражу, долги) – zbog krađe, zbog dugova
- opustiti (rus. опустить) – pustiti da slobodno visi, pustiti da se izvjesi (s. ruke)
- oruđe (rus. орудие) – alat, alatka
- osmotriti (rus. осмотреть) – promotriti
- otpravljati poslove (rus. отправлять) – obavljati poslove

## Slovo P
- papirosa (rus. папироса) – cigareta
- partija (rus. партия)
- pečalan (rus. печальный)
- perestrojka
- perm (rus. перм) – paleozoik (prema gradu Permu); pridjev permski
- petoljetka (rus. пятилетка) – petogodišnji plan ekonomskog i društvenog razvoja u SSSR-u
- petraševci (rus. петрашевцы) – članovi tajnih kružoka koje je po Rusiji osnivao Mihail Butaševič-Petraševski, utopijski socijalist, protivnik carskog samodržavlja ↓a
- pirog (rus. пирог) – tjestenina, kolač punjen mesom, zelenjem, ribom
- piroški (rus. пирожки) – uštipci punjeni slanim nadjevom
- plan (rus. план)
- plot (rus. плоть) – püt, koža, tijelo; ljubavna strast, putenost; ten, boja kože
- podčiniti (rus. подчинить)
- podležati (rus. подлежать) – podvrgnuti (taksi)
- podlost (rus. подлость)
- podozrenje (rus. подозрение) – sumnja, sumnjičenje; prid. podozriv
- podražavati (rus. подражать)
- podržati (rus. подержать) – poduprijeti (prijedlog)
- podvig (rus. подвиг) – pothvat, djelo, napor, trud
- podzol (rus. подзол) – neplodno tlo pepeljaste boje
- pogranični (rus. пограничный)
- pogrom (rus. погром) – organizirani napad na nenaoružano stanovništvo; masovno strijeljanje; hajka na ljude
- pojasniti / pojašnjavati (rus. пояснить/пояснять)
- polučiti (rus. получить) – dobiti, steći
- po mojemu, po tvojemu (rus. по-моему, по-твоему) – po mojem mišljenju
- poputčik (rus. попутчик)
- poradovati se (rus. порадоваться) – osjetiti radost zbog čega
- poraziti (rus. поразить) – zapanjiti, preneraziti
- poriv (rus. порыв) – nagon
- porok (rus. порок)
- posjetiti (rus. посетить)
- poslovica (rus. пословица)
- Potemkinova sela (rus. Потёмкинские деревни)
- po tom pitanju (rus. по этому вопросу) – o tom pitanju
- pravilan (rus. правильный) – u značenju skladan (nos)
- predohrana (od rus. предохранить – spriječiti, upozoriti na opasnost) – profilaksa, prevencija, osiguranje od opasnosti; sačuvanje, izbavljenje, zaštita
- predsjedavajući (rus. председательствующий) – predsjednik
- predostrožan (rus. предостерегать) – oprezan, koji pazi na opasnost
- predskazati (rus. предсказать) – predvidjeti, proreći
- predstojati (rus. предстоять) – biti pred događanjem, biti onaj koji će uslijediti
- predšestvenik (rus. предшественник) – prethodnik, preteča
- preimućstvo (rus. преимущество) – prevlast
- pribjegavati (rus. прибегать) – skloniti se, uteći se
  - pribježište (rus. прибежище), bjegstvo (rus. бегство)
- pričiniti (rus. причинить) – uzrokovati (štetu)
- pridržavati se (rus. придерживаться) – držati se (propisa)
- prijam/prijem (rus. приём)
- prinadležnost (rus. принадлежность) – plaća, primanja
- prismotra (rus. присмотр) – paska, nadzor
- prizrak (rus. призрак) – prikaza, priviđenje, nešto zamišljeno, stvoreno u mašti
- profsojuz (rus. профсоюз, skr. od профессиональный союз) – savez strukovnih organizacija (kod nas sindikat)
- proizaći, proizići (rus. произойти) – nastati, proisteći
- progres (rus. прогресс) lat.
- proizvoljan (rus. произвольный)
- proletkult (rus. пролеткульт, skr. od Пролетарские культурно-просветительные организации) – kratica od "proleterska kultura"
- propaganda (rus. пропаганда)
- prosto (rus. просто) – naprosto
- prostosrdačan (rus. простосердечный) – iskren, srdačan
- prozračan (rus. прозрачный) – proziran
- pud (rus. пуд) – stara ruska jedinica mase (16,4 kg)
- pukovnik (rus. полковник)
- punoglasje/polnoglasije (rus. полногласие) – osobina ruskoga jezika da je na mjestu praslavenskih glasovnih skupina -el-, -er-, -or-, -ol- među suglasnicima razvio skupine -ele, -ere-, -oro-, -olo-
- putešestvije (rus. путешествие) – putovanje, obilaženje raznih mjesta, tumaranje, lunjanje po svijetu

## Slovo R
- rabfak (rus. рабфак, skr. od рабочий факультет) – radnički fakultet
- rabota (rus. работа) – težak, neugodan rad; sumnjiva stvar, uzaludan posao
- rabotati (rus. работать) – (teško) raditi; kulučiti
- raskoljnjik (rus. раскольник) – pripadnik ruske vjerske sekte starovjeraca
- Raskoljnikov (rus. Раскольников) – lik mladog intelektualca, studenta iz romana Zločin i kazna (1886.) F. M. Dostojevskog, oličenje moralne borbe čovjeka između dobra i zla, između zločina i pokajanja
- ravnovjesje (rus. равновесие) – ravnoteža
- razmotriti pitanje (rus. рассмотреть вопрос) – raspraviti o pitanju
- razobličiti (rus. разобличить) – razotkriti, demaskirati kakvu rabotu ili čije djelovanje
- ražalovati (rus. разжаловать) – oduzeti vojnički ili drugi čin u hijerarhiji; degradirati
- reakcija (rus. реакция)
- revolucija (rus. революция)
- riješiti (rus. решить) – odlučiti
- Rubalj (rus. рубль)
- rubaška (rus. рубашка) – muška košulja bez ovratnika
- rukovoditi, rukovoditi se (rus. руководить) – voditi, ravnati, upravljati

## Slovo S
- sajuziti (od rus. союз – savez) – združiti, pridružiti, spojiti
- samizdat (rus. самиздат) – privatno legalno ili tajno izdavanje knjiga i drugih tekstova koji nisu odgovarali službenoj politici u SSSR-u; način izdavanja djela (autor sam plaća troškove tiskanja); tako objavljena knjiga ili drugi tekst
- samodržavlje (rus. самодержавие) – oblik vlasti u Carskoj Rusiji
- Samojedi (rus. Самоеды)
- samokritika (rus. самокритика)
- samovar
- sarafan (rus. сарафан) – gornji haljetak ruskih seljanki bez rukava
- sasvim nikad (rus. совсем никогда) – upravo nikada
- savjet (rus. совет)
- savršen (rus. совершенный)
- saznanje (rus. сознание) – spoznaja
- sbiten (rus. збитень) – vruć napitak od meda, kadulje i različitih mirodija
- sekretar (rus. секретарь)
- Sibir (rus. Сибирь)
- skaredan (rus. скаредный) – odvratan, prljav, smrdljiv, ružan, nakazan; lakom, pohlepan, škrt
- skaska (rus. сказка) – fantastična usmena pripovijest u Rusa; bajka
- smijeniti (rus. сменить) – zamijeniti, ukloniti
- snabdijevati (rus. снабжать) – opskrbljivati
- snast (rus. снасть) – jarbolje s oputom, u jedrenjaka s jedriljem, oprema broda potrebna za jedrenje; takelaža
- sobol (rus. собол) – vrsta kuna sa skupocjenim krznom
- socrealizam (rus. соцреализм)
- sovhoz (rus. совхоз)
- sovjet (sovjetski, sovjetizirati)
- sovjetski (rus. советский) – koji se odnosi na sovjete i Sovjetski Savez
- spartakijada (rus. спартакиада) – sportsko natjecanje u SSSR-u
- sposoban (rus. способный)
- sputnjik (rus. спутник) – umjetni satelit
- sravnjivati (rus. сравнивать) – uspoređivati
- sredstvo (rus. средство)
- stahanovac (rus. стахановец) – radnik koji se ističe velikom proizvodnošću rada (prema sovjetskom rudaru A. Stahanovu)
- staljinizam (rus. сталинизм; staljinist [rus. сталинист])
- stepa (rus. степь)
- stiljaga (rus. стиляга) – huligan, frajer
- stinuti se (rus. стынуть) – ohladiti se; slediti se
- stremljenje (rus. стремление)
- strog (rus. строгий)
- subotnik (rus. субботник) – dobrovoljna radna akcija subotom
- sudija (rus. судья) – sudac
- sujeta (rus. суета) – izražena briga za ego, pretjerana briga za vanjske znake svoje vrijednosti; taština, ispraznost
- sujevjeran (rus. суеверный) – praznovjeran
- sveopći (rus. всеобщий)
- svezist (rus. связист) – pripadnik vojničke čete za vezu
- svojstvo (rus. свойство)

## Slovo Š
- šapka (rus. шапка) – tvrda kapa sa štitnikom za oči
- šaška (rus. шашка) – lako zakrivljena kozačka sablja
- šči (rus. щи) – juha od kupusa
- šinjel (rus. шинель) – dugački kaput
- škopac (ili skopec, rus. скопец) – pripadnik tajne vjerske sekte u Carskoj Rusiji

## Slovo T
- tajga (rus. тайга)
- tarantas (rus. тарантас) – vrsta putničkih zaprežnih kola
- tarpan (rus. тарпан)
- točka (rus. точка)
- točan (rus. точный)
- Točno! Pažnja! (rus. Точно! Внимание!) – Tako je! Pozor!
- tovarišč, tovariš (rus. товарищ) – drug; način oslovljavanja u SSSR-u (1917. – 1990.)
- trebovati (rus. требовать) – potraživati; dobiti
  - trebovanje
- trepak (rus. трепак) – ruski narodni ples u dvočetvrtinskom taktu
- trockizam (rus. троцкизм; trockist [rus. троцкист])
- trojka (rus. тройка) – kola ili saonice sa zapregom od tri konja
- trudodan (rus. трудодень) – mjera utrošenog rada u kolhozima i kod nekih vrsta zadruga
- tula-srebro – srebro iz grada Tule
- tundra (rus. тундра)
- Tunguzija (rus. Тунгуска, zast. Тунгузия) – pokrajina u Sibiru; daleka, nepoznata, divlja zemlja

## Slovo U
- ubijediti / ubjeđivati (rus. убедить/убеждать)
- učešće (rus. участие) – sudjelovanje
- učtivost (rus. учтивость) – uljudnost
- udarnik (rus. ударник) – radnik u socijalizmu koji se jako zalaže na poslu i prebacuje radnu normu
- udarnički (rus. ударнический) – koji se odnosi na udarnike
- ujediniti (rus. уединить) – osamiti
- ukaz (rus. указ) – akt šefa države, naredba; edikt, rješenje državne vlasti; prid. ukazni
- ukazati (rus. указать) – pokazati, dokazati, svjedočiti o nečemu, uputiti
- u odnosu na (rus. в отношении к) – u usporedbi s, prema
- upražnjavati (rus. упражнять) – imati običaj činiti što (u. hobi); prakticirati
  - upražnjen – ispražnjen, slobodan
- uravnilovka (rus. уравниловка) – sustav ujednačenog plaćanja neovisno o količini i kvaliteti obavljenog posla, potpuno izjednačavanje
- ushit (rus. восхищение) – zanos
- uslov (rus. условие) – uvjet
  - u uslovima mira (rata) – u miru (u ratu)
  - usloviti (rus. условить) – uvjetovati
- usredotočiti (rus. сосредоточить)
- ustanoviti (rus. установить) – utvrditi
- uvažen (rus. уважаемый) – cijenjeni, poštovani; uzet u obzir
- u vidu, pod vidom (rus. ввиду, под видом) – zbog

## Slovo V
- valjenke (rus. валенки) – čizme od valjanog sukna, pusta ili čohe, obuvaju se preko druge obuće
- versta/vrsta (rus. верста) – ruska mjera za dužinu (1066,78 m)
- vihuhalj (rus. выхухоль) – vrsta rovke (lat. Desmana moschata)
- vinovnik, vinovnica (rus. виновник, виновница) – krivac, počinitelj
- vispren (rus. выспренный) – uzvišen, uznosit; spretan, prikladan, mudar
- vjerojatan (rus. вероятный) – za kojega postoje veliki izgledi da se dogodi ili da se potvrdi
- volšeban (rus. волшебный) – čaroban, magičan, tajanstven
- volšebnik (rus. волшебник) – čarobnjak, mađioničar
- Voshod (rus. Восход), Vostok (rus. Восток) – "Istok", imena sovjetskih svemirskih brodova
- votka (rus. водка)
- vrhuška/verhuška (rus. верхушка) – politički ili vojni vrh u nedemokratskim režimima

## Slovo Z
- zadaća (rus. задача)
- zadumljen (prema rus. дума – misao) – zamišljen, zabrinut, brižan
- za granicom (rus. за границей) – u inozemstvu
  - zagranični – inozemni, strani, vanjski
- zakonomjeran (rus. закономерный)
- zamak (rus. зáмок)
- zanimljiv (rus. занимательный)
- zapeta (rus. запятая) – zarez
- zarjatka (rus. зарядка) – jutarnja gimnastika u trajanju od 30 min. koja se razvila u SSSR-u u doba komunizma
- zavidljiv (rus. завидливый) – zavidan
- zavještati (rus. завещать) – ostaviti zavjet, staviti u amanet; zavještavati, ostaviti oporukom; oporučiti
- zbornaja (rus. сборная, skr. od сборная команда) – reprezentacija SSSR-a (u bilo kojem sportu)
- zdravstvuj, zdravstvujte (rus. здравствуй, здравствуйте) – zdravo, zdrav bio (bili), dobar dan; u ruskom se govori samo pri sastanku, a kod nas i na rastanku u značenju "zbogom"
- zemstvo (rus. земство)
- znatan (rus. знатный) – značajan, velik
- zvonki (rus. звонкий)

## Slovo Ž
- žar-ptica (rus. жар-птица) – ptica iz ruskih narodnih bajki; rajska ptica u našim narodnim pričama; feniks
- žitelj (rus. житель)
- žiteljstvo (rus. жительство)
- žrec (rus. жрец) – svećenik šamanskih, animističkih i drugih vjera, vrač; iron. onaj koji odlučuje ili je vrlo važan (ob. u duhovnim djelatnostima)